# 芹叶龙眼独活
芹叶龙眼独活（学名：Aralia apioides）是五加科楤木属的植物，是中国的特有植物。分布在中国大陆的云南、四川等地，生长于海拔3,600米的地区，多生在丛林中，目前尚未由人工引种栽培。